# 韦尔夫家族
韦尔夫家族或韦尔夫王朝（德、英文：Welf），德国的传统贵族世家，在意大利則被称为圭爾夫派（義大利文：Guelfo）。在历史上的不同时期，该家族的成员曾先后是士瓦本、勃艮第、意大利、巴伐利亚、萨克森、布倫瑞克-吕讷堡公国（汉诺威）的统治王朝；家族成员布倫瑞克的奥托曾为神圣罗马帝国皇帝（1209年加冕）。来自此家族的乔治一世在1714年加冕成为英国国王，开创汉诺威王朝在英国的统治，乔治一世仍是當今英国王室——溫莎王朝的母系先祖。

## 家族（老系）的歷史
韋爾夫家族長系起源於德意志士瓦本地區的地方貴族韋爾夫（824/5年卒），他的兩個女兒先後成為法蘭克王國的皇后，他在士瓦本和勃艮第擁有遼闊的領地。後家族分為士瓦本和勃艮第兩支。
老系的勃艮第分支源於韋爾夫（824/5年卒）的曾孫魯道夫一世於888年在上勃艮第稱王；其子魯道夫二世於923年—926年間短暫統治過義大利。隨著魯道夫三世在1032年去世，勃艮第分支絕嗣。
老系的士瓦本分支源於韋爾夫（824/5年卒）的孫子韋爾夫一世。他的後代韋爾夫三世於1055年死後無子，士瓦本分支絕嗣。換句話說，整個韋爾夫家族長系於1055年完全絕嗣。
所幸老系士瓦本分支的韋爾夫三世之妹庫尼貢德與義大利豪門埃斯特家族的始祖米蘭藩侯阿爾貝托·阿佐二世結婚，阿佐二世與庫尼貢德的後代從此成為韋爾夫家族新系。(至於阿佐二世再婚的後代則歸屬埃斯特家族的成員。)

## 家族（新系）的歷史
阿佐二世的長子韋爾夫一世，於1070年被神聖羅馬帝國皇帝亨利四世頒贈巴伐利亞公國，從此成為韋爾夫家族新系的始祖，並讓家族在巴伐利亞公國新生。
韋爾夫一世有兩個重要的兒子:長子韋爾夫二世於1101繼承巴伐利亞公國，次子亨利九世則於1095年替家族取得薩克森公國的部分土地——其中包括日後家族最重要的領地呂訥堡，並於1120年從兄長手上繼承巴伐利亞公國。
黑亨利之子亨利十世於1127年娶神聖羅馬帝國皇帝洛泰爾二世之女為妻，並在洛泰爾二世死後繼承了薩克森公國。驕傲的亨利以前任皇帝之女婿的身份競選神聖羅馬帝國皇位，但是對他的強大疑慮重重的諸侯們選擇了霍亨斯陶芬家族的康拉德三世為皇帝（1138年）。此後兩家結下深仇。
亨利十世之子獅子亨利在與霍亨斯陶芬家族的皇帝腓特烈一世的鬥爭中失去了巴伐利亞和薩克森。
獅子亨利之子奧托四世是唯一獲得神聖羅馬帝國皇位的韋爾夫家族成員。他的侄子“孩童”奧托（1252年卒）於1235年得到不倫瑞克-呂訥堡公國（又稱呂訥堡-卡倫堡公國；更有名的叫法是漢諾威公國）作為世襲封地，從此開始了不倫瑞克王朝的統治（至1918年）。